# قندکافت
قندکافت(به انگلیسی: Glycolysis) یا مسیر امبدن – میرهوف (به انگلیسی: Embden–Meyerhof–Parnas) فرایندی است که در آن سلول‌ها قند گلوکز را به مولکول‌های کوچک‌تر به نام پیروات تجزیه می‌کنند و هم‌زمان کمی انرژی به شکل آدنوزین‌تری‌فسفات (ATP) و الکترون‌های پرانرژی تولید می‌شود. این روند در مایع درون سلول (سیتوپلاسم) انجام می‌گیرد و برای همهٔ جانداران ضروری است، چون اولین و ساده‌ترین راه تولید انرژی از قند به شمار می‌آید. علت وجود قندکافت این است که سلول بتواند حتی بدون نیاز به اکسیژن، انرژی لازم برای ادامهٔ زندگی و انجام کارهای حیاتی خود را به دست آورد.
قندکافت مجموعه‌ای از واکنش‌های درون یاخته‌ای است که توسط آن یک قند شش کربنه (معمولاً گلوکز) به ترکیبات کربن‌دار کوچک‌تری (دو مولکول سه کربنه پیروات) شکسته می‌شود و بخشی از انرژی آزاد قند در تشکیل حاملین الکترون مانند NADHذخیره می‌شود. قندکافت شناخته‌شده‌ترین مسیر از مسیرهای سوخت و ساز است. به‌طور کلی مسیر اصلی فروگشت گلوکز در همهٔ انواع یاخته‌ها، مسیر امبدن - میرهوف است. فرایند امبدن - میرهوف در درون سیتوپلاسم یاخته‌های پروکاریوتی و یوکاریوتی انجام می‌شود در حالی که مسیر انتنر - دودروف تنها در پروکاریوت‌ها رخ می‌دهد. بسیاری از ریزاندامگان بی‌هوازی برای تأمین انرژی مورد نیاز خود کاملاً به قندکافت وابسته‌اند. با توجه به بررسی‌های توالی ژنی بسیاری از جانوران و این که جو اولیه زمین فاقد اکسیژن بوده‌است، پژوهشگران احتمال می‌دهند که قندکافت یکی از ابتدایی‌ترین مسیرهای تولید انرژی از مولکول‌های سوختی آلی باشد.

## نام‌گذاری

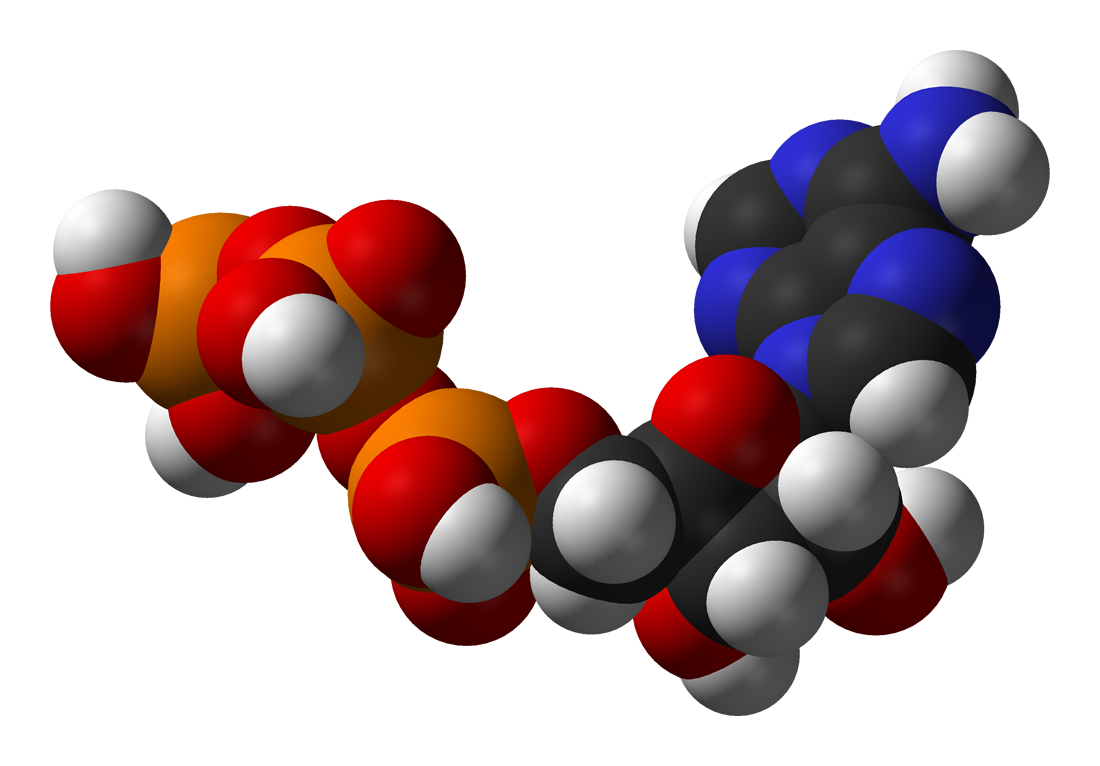
قندکافت

گلیکولیز یک واژهٔ مرکب یونانی است که از دو بخش glykys به معنای شیرین و lysis به معنای شکستن (گلیکولیز: شکستن قند یا همان قندکافت) تشکیل گردیده است. نام امبدن – میرهوف از نام دو زیست‌شیمی‌دان آلمانی کاشف آن، یعنی گوستاو گورگ امبدن و اتو فریتز میرهوف گرفته شده‌است. نخست امبدن همگی مراحل تبدیل گلیکوژن به اسید لاکتیک را کشف نمود. پس از او میرهوف نحوهٔ شکستن گلوکز به اسید لاکتیک را در دگرگشت یاخته‌ای شرح داد و امبدن آن را مورد بررسی قرار داد و سرانجام مراحل تبدیل گلیکوژن به اسید لاکتیک در دگرگشت یاخته‌ای، مسیر امبدن – میرهوف نامیده شد.

## مسیرهای شکستن قندها

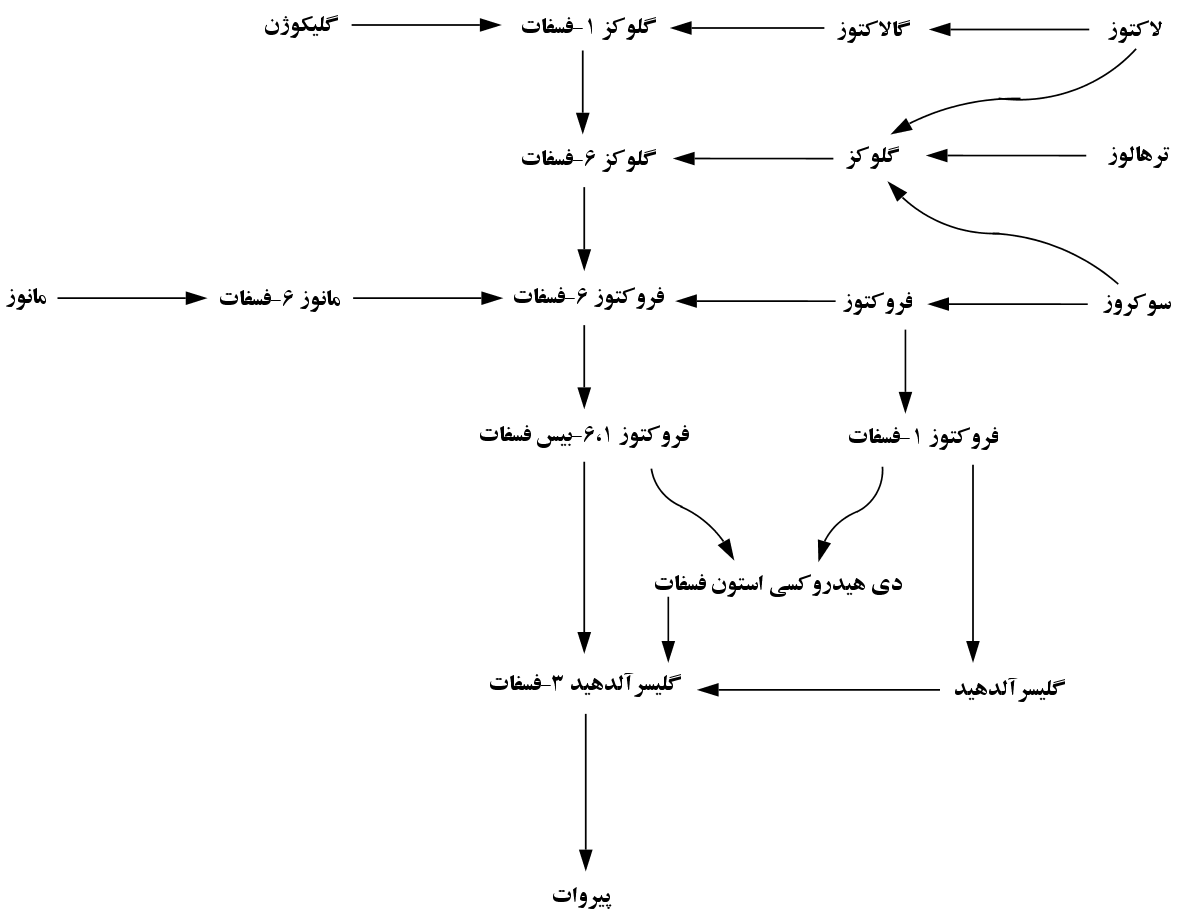
قندکافت: مسیر کلی فروگشت کربوهیدرات‌های مهم (گلیکوژن، لاکتوز، سوکروز، ترهالوز و مانوز). این مسیرها در برخی از اندامگان (به ویژه در برخی پروکاریوت‌ها) متفاوت است. قسمتی از این شکل (از گلوکز در بالا - سمت راست تا پیروات در پایین) همان مسیر امبدن - میرهوف است.

کربوهیدرات‌های مختلف با آنزیم‌های متفاوتی وارد واکنش شده و مسیر ویژه‌ای را می‌پیمایند. گزینش این مسیر عموماً به سه عامل بستگی دارد: ۱- نوع کربوهیدرات ۲- منبع اصلی کربوهیدرات و ۳- نوع یاخته. آنچه که در شکل روبرو می‌بینید، مسیر عمومی فروگشت کربوهیدرات‌ها در یاخته‌های یوکاریوتی و برخی از پروکاریوت‌ها است. در واقع ستون مرکزی این مسیرها (از گلوکز در بالا تا پیروات در پایین)، همان مسیر امبدن - میرهوف است. شمار کمی از پروکاریوت‌ها برای فروگشت گلوکز، مسیر انتنر - دودروف را می‌پیمایند. در ادامه به بررسی مسیرهای گوناگون فروگشت کربوهیدرات‌ها (در یاخته‌های یوکاریوتی و بیشتر پروکاریوت‌ها) می‌پردازیم.
در این واکنش‌ها گلوکز ابتدا در گروه هیدروکسیل کربن شماره شش، فسفردار شده و گلوکز ۶-فسفات حاصل در مرحله بعدی به فروکتوز ۶-فسفات تبدیل می‌گردد. سپس این ترکیب در کربن شماره یک نیز فسفرگیری کرده و فروکتوز ۶،۱-بیس‌فسفات را تولید می‌کند. در هر دو واکنش فسفرگیری، ATP دهندهٔ گروه فسفریل است. فروکتوز ۶،۱-بیس‌فسفات به مولکول‌های دی‌هیدروکسی استون فسفات و گلیسرآلدهید ۳-فسفات می‌شکند که دی‌هیدروکسی استون فسفات نیز طی یک واکنش تعادلی آنزیمی به گلیسرآلدهید ۳-فسفات تبدیل می‌شود. پس یک مولکول گلوکز تا پایان مرحلهٔ پنجم، به دو مولکول گلیسرآلدهید ۳-فسفات شکسته می‌شود. از این انرژی ذخیره شده در پیوندهای پرانرژی گلوکز (که اکنون به دو موکلول گلیسرآلدهید ۳-فسفات تبدیل گردیده) برای تشکیل زیست‌مولکول‌های پرانرژی مورد نیاز یاخته مانند ATP و NADH استفاده می‌شود.
یک گروه فسفریل آزاد (و نه از ATP) به گلیسرآلدهید ۳-فسفات متصل شده و با انتقال هیدروژن از این ترکیب به NAD+، یک مولکول ۳،۱-بیس‌فسفوگلیسرات و یک مولکول NADH تشکیل می‌گردد. سپس یکی از فسفریل‌های ترکیب ۳،۱-بیس‌فسفوگلیسرات به ADP منتقل شده و که در نتیجهٔ آن ۳-فسفوگلیسرات و ATP تولید می‌شود.
تمامی نه ترکیب میانه‌ای این ده واکنش، فسفردار هستند. این گروه‌های فسفریل دارای سه نقش هستند:
۱- غشای پلاسمایی فاقد هرگونه ناقل برای قندهای فسفردار است؛ بنابراین قندهای فسفردار نمی‌توانند یاخته را ترک کنند. پس از فسفرگیری گلوکز در آغاز مسیر، دیگر یاخته نیازی به مصرف انرژی برای نگه‌داشتن گلوکز در یاخته نخواهد داشت، حتی اگر اختلاف غلظت گلوکز درون و بیرون یاخته بسیار زیاد باشد.
۲- گروه‌های فسفریل موجب ذخیرهٔ آنزیمی انرژی می‌شوند. در واقع تشکیل استرهای فسفاتی نظیر گلوکز ۶-فسفات به کمک شکست ATP، بعداً موجب می‌شود که ترکیباتی بسیار پرانرژی مانند ۳،۱-بیس‌فسفوگلیسرات و فسفوانول پیروات گروه فسفریل خود را برای تشکیل ATP به ADP بدهند.
۳- گروه‌های فسفات سبب کاهش انرژی فعال‌سازی برای اتصال پیش‌ماده به جایگاه فعال آنزیم می‌شود. همچنین گروه فسفریل باعث می‌شود تا آنزیم اختصاصی‌تر عمل کند.

### واکنش ۱:آنزیم هگزوکیناز
| در نخستین مرحلهٔ مسیر امبدن – میرهوف، گلوکز با فسفرگیری در کربن شماره شش و تولید گلوکز ۶-فسفات، جهت واکنش‌های بعدی فعال می‌گردد. دهندهٔ این گروه فسفات، ATP است. این واکنش که در شرایط درون‌یاخته‌ای برگشت‌ناپذیر است توسط آنزیم هگزوکیناز کاتالیز می‌گردد. هگزوکیناز برای فعالیت به یون منیزیم نیازمند است. این آنزیم در تمامی یاخته‌های موجود در همگی موجودات زنده وجود دارد. |

### واکنش ۲:آنزیم فسفوهگزوز ایزومراز
| آنزیم فسفوهگزوز ایزومراز، ایزومریزاسیون برگشت‌پذیر گلوکز ۶-فسفات (یک آلدوز) به فروکتوز ۶-فسفات (یک کتوز) را کاتالیز می‌نماید. |

### واکنش ۳:آنزیم فسفوفروکتوکیناز-۱
| با انتقال یک گروه فسفریل از یک مولکول ATP به فروکتوز ۶-فسفات توسط آنزیم فسفوفروکتوکیناز-۱، فروکتوز ۱،۶-بیس‌فسفات ایجاد می‌گردد. این واکنش در شرایط درون‌یاخته‌ای، برگشت‌ناپذیر است. آنزیم فسفوفروکتوکیناز-۱، یکی از آنزیم‌های تنظیمی مسیر امبدن – میرهوف است. |

### واکنش ۴:آنزیم آلدولاز
| آنزیم آلدولاز، پیوند میان کربن‌های ۳ و ۴ در فروکتوز ۱،۶-بیس‌فسفات را شکسته و این آن را به دو تریوز متفاوت تجزیه می‌کند؛ این دو تریوز عبارتند از: گلیسرآلدهید ۳-فسفات (یک آلدوز) و دی‌هیدروکسی‌استن فسفات (یک کتوز). |

### واکنش ۵:آنزیم تریوز فسفات ایزومراز
| دی‌هیدروکسی‌استون فسفات تولید شده در مرحلهٔ گذشته نمی‌تواند در ادامهٔ واکنش‌های آنزیمی شکسته شود. از اینرو آنزیم تریوز فسفات ایزومراز، دی‌هیدروکسی استون فسفات را به گلیسرآلدهید ۳-فسفات تغییر می‌دهد.توجه داشته باشید که این واکنش دو طرفه می‌باشد.لکن به علت مصرف شدن گلیسر آلدئید3-فسفات در واکنش بعدی تمایل واکنش به سمت تبدیل دی هیدروکسی استون فسفات به گلیسر آلدئید3-فسفات است. |

### واکنش ۶:آنزیم گلیسرآلدهید ۳-فسفات دهیدروژناز
| گلیسرآلدهید ۳-فسفات توسط آنزیم گیسرآلدهید ۳-فسفات دهیدروژناز به مولکول ۳،۱-بیس‌فسفوگلیسرات اکسید می‌گردد. این واکنش اکسایشی با تولید یک مولکول NADH از NAD+ همراه است. مولکول ۳،۱-بیس‌فسفوگلیسرات دارای انرژی آزاد هیدرولیز بالایی است به گونه‌ای که در ادامهٔ واکنش‌ها از این ترکیب برای تولید ATP از ADP استفاده می‌گردد. |

### واکنش ۷:آنزیم فسفوگلیسرات کیناز
| با انتقال فسفریل از ۳،۱-بیس‌فسفوگلیسرات به ADP توسط آنزیم فسفوگلیسرات کیناز، یک مولکول ۳-فسفوگلیسرات به همراه ATP تولید می‌شود. این مرحله، یک واکنش از نوع فسفرگیری در سطح سوبسترا است.این واکنش بر خلاف اکثر واکنش‌هایی که به وسیله کینازها انجام می‌گیرد برگشت پذیر است. |

### واکنش ۸:آنزیم فسفوگلیسرات موتاز
| با جابه‌جایی برگشت‌پذیر گروه فسفریل بین کربن‌های ۲ و ۳ در گلیسرات توسط آنزیم فسفوگلیسرات موتاز، ۳-فسفوگلیسرات به ۲-فسفوگلیسرات تبدیل می‌شود. |

### واکنش ۹:آنزیم انولاز
| آنزیم انولاز با برداشت یک مولکول آب از ۲-فسفوگلیسرات، فسفوانول پیروات را تولید می‌کند. فسفوانول پیروات توانایی بالایی در انتقال گروه فسفریل پرانرژی دارد که در مرحلهٔ بعدی از آن استفاده می‌کند. |

### واکنش ۱۰:آنزیم پیروات کیناز
| مرحلهٔ پایانی مسیر امبدن – میرهوف، انتقال گروه فسفریل از فسفوانول پیروات به ADP توسط آنزیم پیروات کیناز و تولید ATP می‌باشد. پیروات حاصله نیز بسته به شرایط یاخته، وارد مسیرهای دیگری می‌شود. |

## نقشهٔ تعاملی مسیر گلیکولیز
روی ژن‌ها، پروتئین‌ها و متابولیت‌های شیمیایی زیر کلیک کنید تا به مقالهٔ مربوطه هدایت شوید. 
1. ↑  این نقشهٔ تعاملی را می‌توانید با مراجعه به WikiPathways ویرایش کنید: "GlycolysisGluconeogenesis_WP534".